# Mesaspis monticola
Mesaspis monticola är en ödleart som beskrevs av  Cope 1878. Mesaspis monticola ingår i släktet Mesaspis och familjen kopparödlor. IUCN kategoriserar arten globalt som livskraftig. Inga underarter finns listade i Catalogue of Life.